# Любавчиха
Любавчиха — деревня в Тотемском районе Вологодской области.
Входит в состав Великодворского сельского поселения, с точки зрения административно-территориального деления — в Усть-Печенгский сельсовет.
Расположена на правом берегу реки Сухона. Расстояние до районного центра Тотьмы по автодороге — 34 км, до центра муниципального образования деревни Великий Двор по прямой — 14 км. Ближайшие населённые пункты — Чуриловка, Мыс, Устье.

## Население
Всё население деревни было под фамилией Волокитины, так как была заселена братьями зырянами из Коми. Согласно родословной здесь заселились четыре брата – Захар, Арсений, Яков, Илья.
Родословная составлена Юрием Ивановичем Волокитиным со слов его матери Евфалии Александровны. 
По переписи 2002 года население — 5 человек (9 домов дачного пользования).

## Уникальность
Все жильцы деревни были под одной фамилией. Все были в дальнем или ближнем родстве.